# كرايغ وود (لاعب غولف)
كرايغ وود (بالإنجليزية: Craig Wood)‏ هو لاعب غولف أمريكي، ولد في 18 نوفمبر 1901 في ليك بلاسيد في الولايات المتحدة، وتوفي في 7 مايو 1968 في بالم بيتش في الولايات المتحدة.

## وصلات خارجية
- كرايغ وود على موقع إن إن دي بي (الإنجليزية)